# Торгелов
Торгелов (нім. Torgelow — Торгелів — від слов'янського "торг") — місто в Німеччині, розташоване в землі Мекленбург-Передня Померанія. Входить до складу району Передня Померанія-Грайфсвальд. Складова частина об'єднання громад Торгелов-Фердінандсгоф.
Площа — 72,22 км2. Населення становить 8972 ос. (станом на 31 грудня 2020).

## Галерея

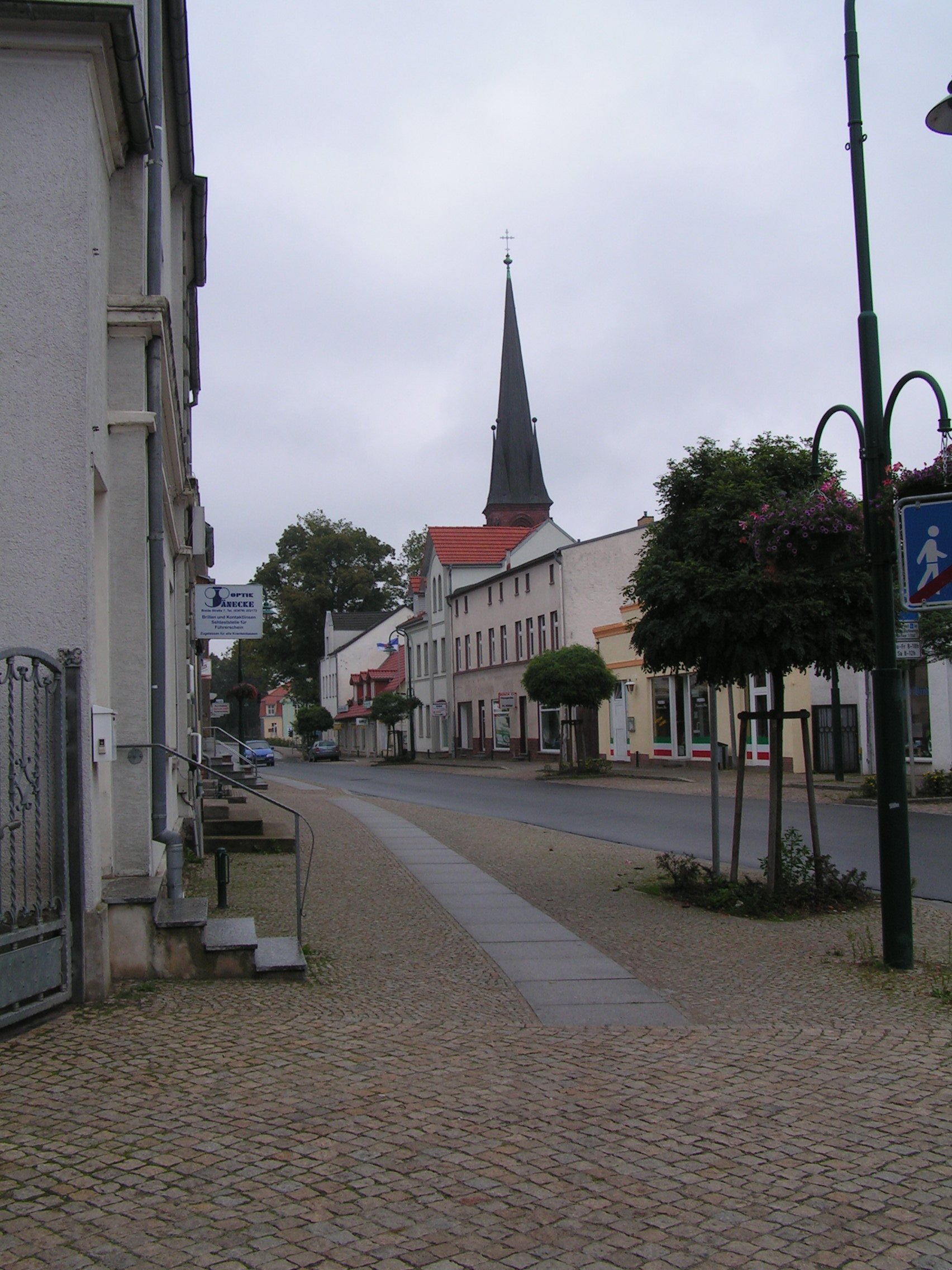
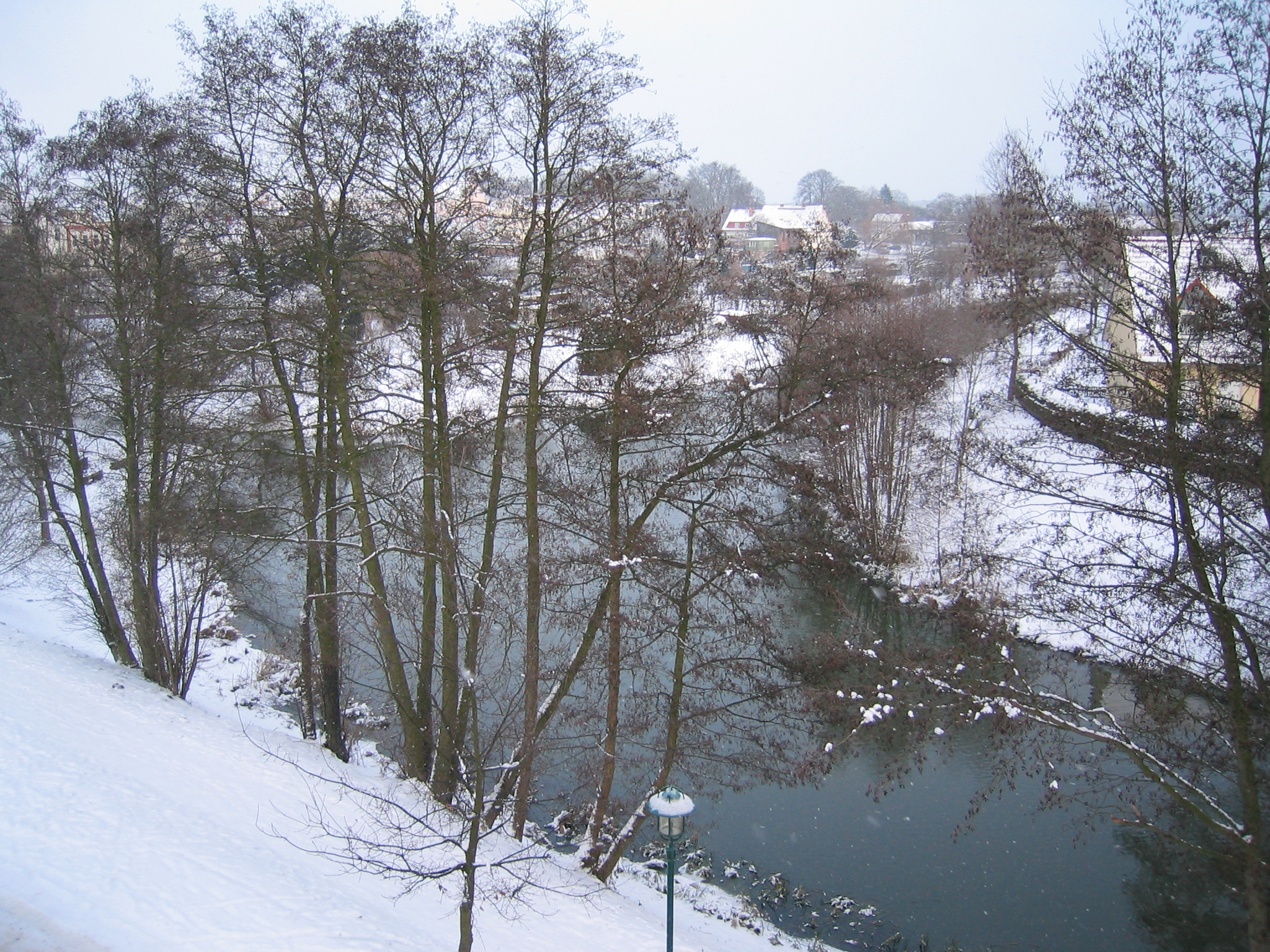
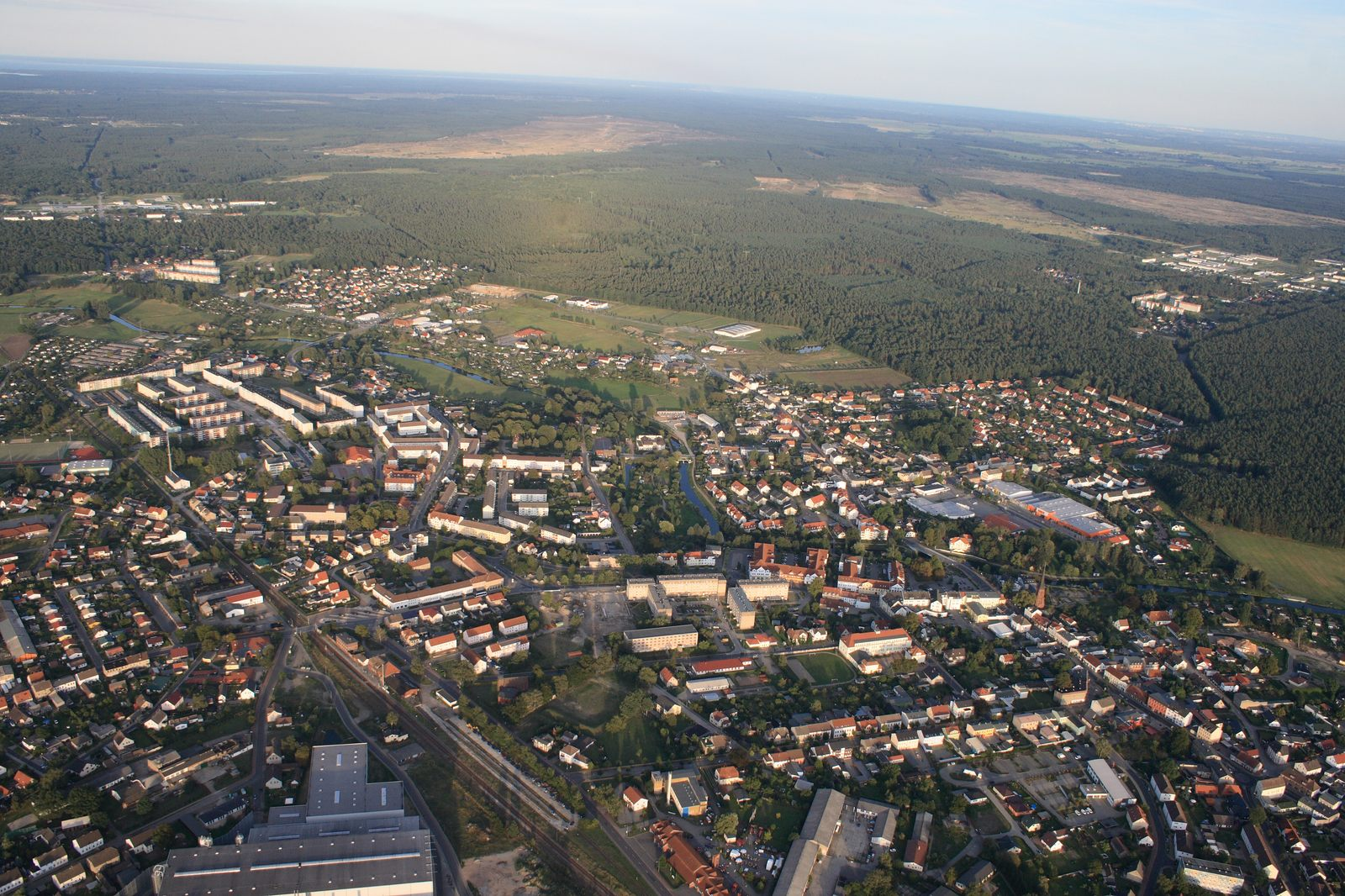
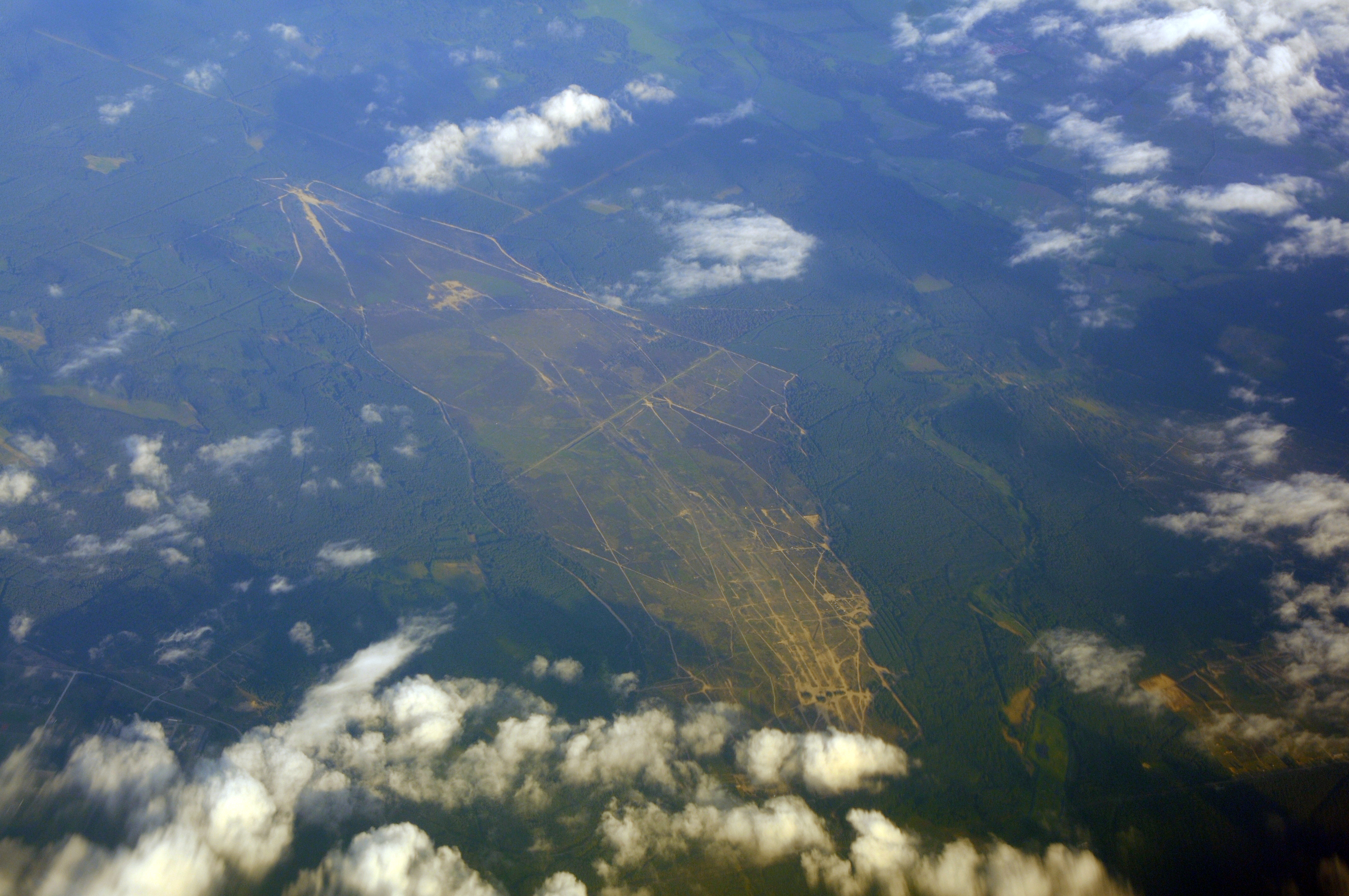
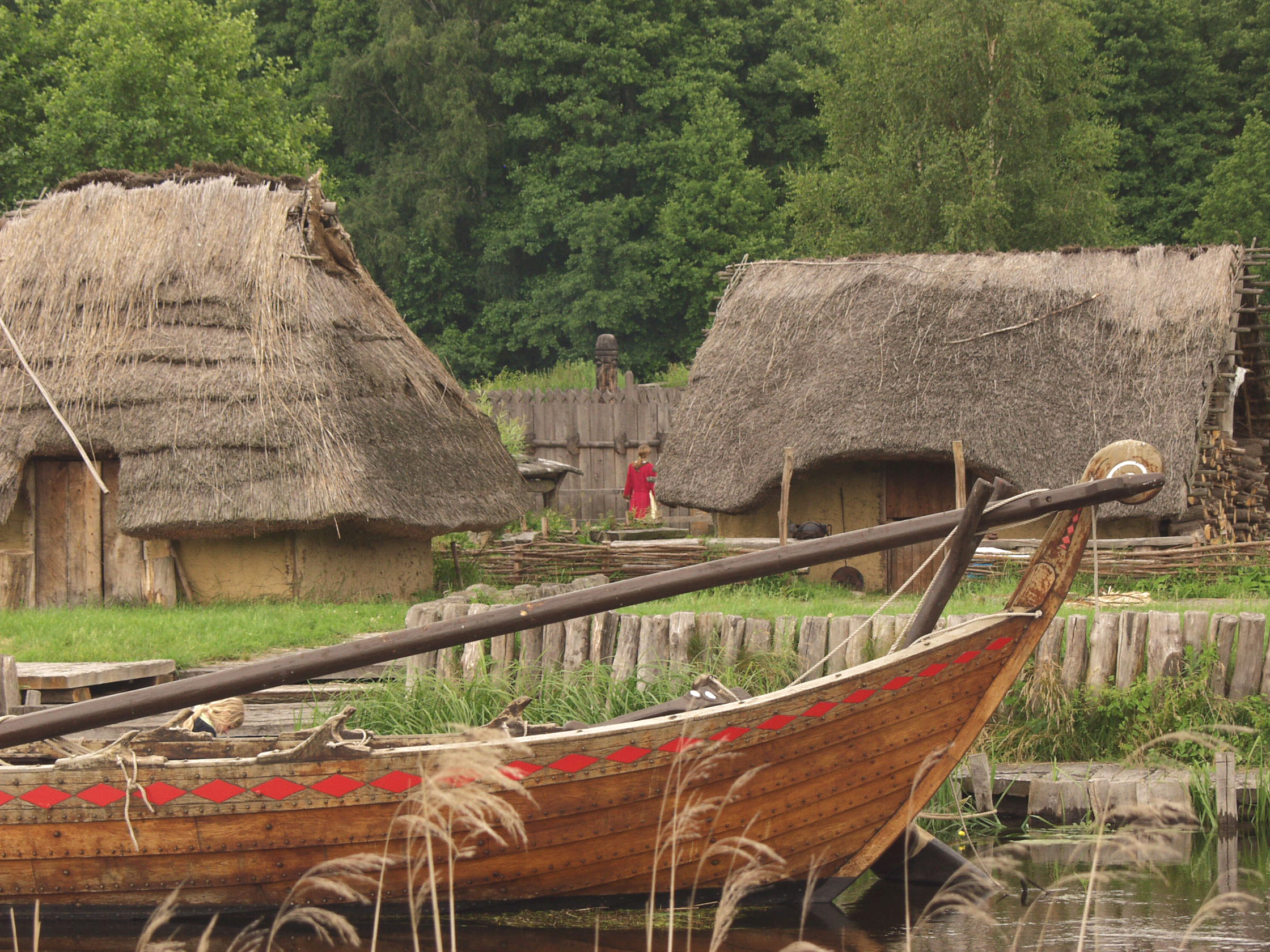
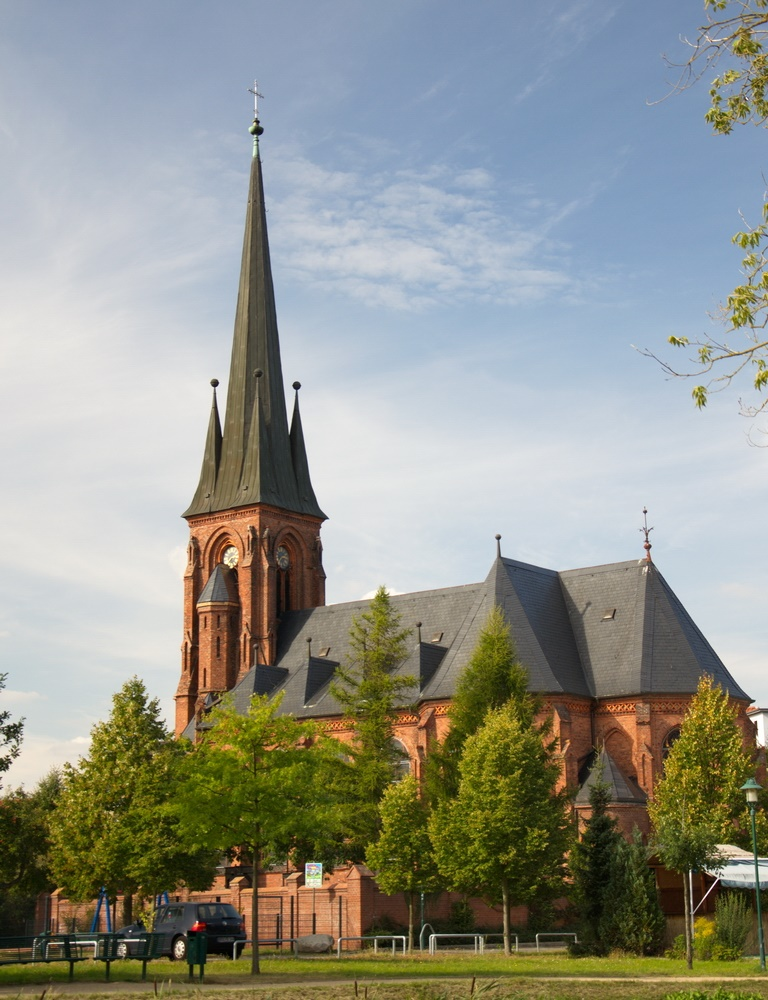